# سیارک ۸۲۱۶
سیارک ۸۲۱۶ (به انگلیسی: 8216 Melosh، نامگذاری:1995FX14) هشت هزار و دویست و شانزدهمین سیارک کشف شده‌است که در ۲۷ مارس ۱۹۹۵ کشف شد.
قدر مطلق سیارک برابر ۱۴٫۸۰ است.